# Overwatch 2
 (mai 2022).
Overwatch 2, aussi connu sous le sigle OW2, est un jeu vidéo de type hero shooter en vue à la première personne (FPS) et multijoueur développé et édité par Blizzard Entertainment. Il s'agit d'une refonte d'Overwatch (2016) ayant vu le jour afin de l'actualiser et de le rendre plus dynamique, entre autres. Le jeu est sorti en accès anticipé et free-to-play le 4 octobre 2022 sur Microsoft Windows, PlayStation 4, PlayStation 5, Xbox One, Xbox Series et Nintendo Switch. Blizzard abandonne le label d'accès anticipé pour le jeu le 10 août 2023 avec la sortie de la sixième saison.
Plus de 35 millions d'utilisateurs ont joué à Overwatch 2 au cours de son premier mois de sortie en accès anticipé, contre seulement 15 millions trois mois après sa sortie. En juillet 2024, Overwatch 2 a franchi le cap des 100 millions de joueurs. Le jeu a également été nommé dans la catégorie du meilleur jeu multijoueur lors de la dix-neuvième cérémonie des British Academy Games Awards.
À sa sortie sur Steam, Overwatch 2 a été accueilli par un flot de critiques négatives, devenant ainsi le jeu le moins bien noté de la plateforme en seulement 48 heures, avant d'être surpassé en septembre 2023 par NBA 2K24,.

## Système de jeu
Le jeu conserve certains éléments du premier Overwatch, comme ses 43 héros, bien qu'ils aient tous été retravaillés d'un point de vue graphique avec de nouvelles apparences mais également au niveau de leurs compétences, ou encore ses cartes (certaines ont été modifiées) et trois de ses modes de jeu (Escorte, Hybride (ou Attaque/Escorte) et Contrôle). Les cartes se jouent à un moment de la journée aléatoire : elle ne sont plus cantonnées à leur moment de la journée défini sur Overwatch (ex. : nuit pour King's Row, aube/crépuscule pour Oasis, plein jour pour Ilios). Les progressions des joueurs ainsi que les éléments cosmétiques (skins) débloqués sur Overwatch sont disponibles sur Overwatch 2.
Overwatch 2 comprend plusieurs nouveaux héros, dont les premiers ajoutés sont la Reine des Junkers, Sojourn et Kiriko, occupant respectivement les rôles de Tank, DPS et Support. Il y a également de nouvelles cartes, dont celles de New Queen Street, New Junk City, Circuit Royal, Midtown, Esperança ou encore Paraíso. Le jeu propose aussi un système de ping (ou marqueur), qui permet notamment d'indiquer la situation d'un pack de soins, la position d'un adversaire, ou d'un élément ennemi de manière plus globale.
Le jeu propose un mode joueur contre l'environnement (PVE) en coopération proposant différentes missions, avec un gameplay basé sur celui du premier opus.
Autre nouveauté, la présence d’un mode histoire, ayant été réclamé de longue date par les joueurs depuis la sortie du premier jeu. Son incorporation à pour but d’approfondir l’univers et les personnages du jeu, chose qui n’avait été jusque-là seulement fait par le biais de courts-métrages animés et de comics.
Overwatch et Overwatch 2 ont fusionné à la sortie de ce dernier. Ainsi, tout détenteur du premier volet peut profiter des nouveaux héros, cartes et modes de jeux de son successeur.

### PVP
La partie PVP ne se joue plus en 6 contre 6 (comme cela était le cas sur Overwatch avec 2 Tanks, 2 DPS et 2 Soutiens) mais en 5 contre 5 avec un Tank en moins.
Overwatch 2 introduit un nouveau mode de jeu appelé Avancée (Push), mettant en scène un robot singulier nommé TS-1 chargé de pousser une grande barricade jusqu'à la base ennemie, à l'opposé de la carte. Contrairement aux modes traditionnels tels que Escorte ou Hybride, où une seule équipe est chargée de réaliser l'objectif, Avancée se présente comme un affrontement direct entre les deux camps. Les joueurs se battent pour contrôler TS-1 en se positionnant à proximité du robot pour le faire avancer vers le site adverse. Des checkpoints apparaissent pour les deux équipes au fur et à mesure que la barricade progresse, se débloquant à mesure qu'une équipe se rapproche de la base ennemie. Pour remporter une partie de Push, les joueurs doivent réussir à faire avancer TS-1 jusqu'à la fin de son parcours d'un côté, concluant ainsi le round. Si la partie se termine sans qu'une équipe n'atteigne complètement le site opposé avant la fin du temps imparti, l'équipe qui s'est le plus avancée remporte la victoire.
Le mode de jeu Assaut (ou Attaque), le moins apprécié de la communauté, est retiré. Il reste néanmoins disponible en mode de jeu Arcade ou bien en « Partie personnalisée ».
Un autre nouveau mode de jeu, dénommé Flashpoint (litt. « Point éclair »), est disponible depuis la saison 6, sortie en août 2023. Dans ce mode, les équipes se battent pour le contrôle de positions clés sur la carte, appelées « points chauds », dans le but d'en capturer trois avant leurs adversaires. Une équipe doit donc capturer trois points chauds pour gagner. Dès qu’un point est pris, le suivant devient actif. Il y a un total de cinq points chauds, et le premier est toujours situé au centre de la carte. Par ailleurs, les cartes exclusives à Flashpoint sont plus grandes que celles de n'importe quel autre mode.
À l'occasion de la sortie de la saison 12 en août 2024, Overwatch introduit le mode Clash. Dans ce mode, les cartes possèdent cinq points de capture alignés entre les bases principales de chacune des deux équipes. Au début de chaque partie, les joueurs doivent capturer le point central, puis le point de capture actif se déplace vers la base de l'équipe ayant échoué à capturer le précédent et ce jusqu'à ce qu'une équipe capture 5 points.Pour la sortie de la saison 15, Blizzard décide de retirer le mode Clash des modes jouables en compétitif.
Le 6 contre 6 fut réintroduit avec l'arrivée d'Overwatch Classique, et continue d'être un mode jouable dans divers mode d'arcade. Il aura droit au retour du mode classé à la mi-saison 15.
La saison 15 introduit les Perks (les bonus en français). Durant chaque partie, les joueurs obtiennent des points d'experience permettant de monter le niveau du personnage jusqu'à 2 niveaux. À chaque nouveau niveau, les joueurs peuvent choisir un des deux Perks propres au personnage (un Perk dit mineur au niveau 2 et un majeur au niveau 3). Les points d'expérience sont réinitialisés dès que le joueur choisit un nouveau personnage mais leur obtention est accélérée à mesure que la partie avance.
La saison 16 introduit un nouveau mode de jeu : le Stadium. Dans ce mode, deux équipes de 5 s'affrontent dans diverses manches inspirées des parties classiques d'Overwatch (Capture, Avancée et Clash). À la fin de chaque manche, les joueurs reçoivent des crédits en fonction de leurs performances afin d'acheter des améliorations pour leurs personnages. La première équipe à remporter 4 manches (ou remportant les 3 premières manches et cumulant un écart de crédit supérieur à 20 000) gagne la partie. Ce mode introduit pour la première fois la possibilité de jouer à la troisième personne mais supprime la possibilité de changer de personnage au cours de la partie. Overwatch Stadium est un mode de jeu exclusivement compétitif, les joueurs pouvant obtenir des récompenses cosmétiques en fonction de leurs rangs. À la sortie du mode, 17 personnages d'Overwatch sont jouables en Stadium.

### PVE
Une partie PVE devait comprendre une campagne histoire, pour approfondir l’univers et proposer une véritable expérience solo aux joueurs, ainsi que des missions « héros ». Toutefois, la partie contenant les missions « héros » a été annoncée comme annulée en mai 2023. Cette partie devait contenir un arbre de compétences pour chaque héros, avec de nouvelles capacités uniques, à l'instar de Borderlands, par exemple.
L'autre partie du PVE, concernant les missions d'Overwatch en coopération, avec de nouvelles cartes et de nouveaux objectifs et alimentée par des nouveaux ennemis contrôlés par IA, est disponible depuis la saison 6.
Un mode PVE solo fut néanmoins bien introduit, il s'agit du mode Hero Mastery (Maitrise Héroïque en Français). Ce dernier est un mode solo qui consiste à récolter des emblèmes, tuer des robots d'entrainement (ou les soigner) et atteindre la ligne d'arrivée, dans la combinaison qui permet d'obtenir le maximum points. Le but de comparer son nombre de points avec ses amis, ou pourquoi pas, atteindre le classement des 500 meilleurs joueurs. Au début limité a 6 héros, de nouveaux parcours sont ajoutés au fur et  mesure 

## Développement
Overwatch 2 est annoncé le 1er novembre 2019 à la BlizzCon 2019. Le jeu propose un nouveau moteur graphique et un nouveau sound design.

### Première bêta PVP
La première phase de bêta s'est déroulée du 26 avril 2022 au 17 mai 2022.
Le 26 avril 2022, à la suite d’une phase d’inscription, un nombre limité de joueurs de Overwatch sur PC se sont vu donner l’accès à une première bêta test du jeu. Le 27 avril 2022, une campagne sur la plateforme de streaming Twitch a offert un accès de plus grande envergure aux joueurs en permettant la participation à la bêta après 4 heures de visionnage d’une chaîne Twitch partenaire pendant la durée l’évènement. Finalement, durant le week-end d’ouverture de la saison 2022 de l'Overwatch League, du jeudi 5 mai au dimanche 8 mai 2022, les joueurs qui visionnent au moins une heure de diffusion sont éligibles à la distribution d’un code d’accès à la bêta.
Cette première bêta propose notamment une nouvelle héroïne, Sojourn, une refonte complète de quatre héros (Bastion, Sombra, Orisa et Doomfist), de nouvelles cartes, ainsi que de nombreux ajustements de gameplay comme le passage à 10 joueurs.
La saison 5 de l'Overwatch League, débutée le 5 mai 2022, se déroule sur cette première version bêta d'Overwatch 2.

### Seconde bêta PVP
La seconde bêta débute le 28 juin 2022. Elle voit notamment l'arrivée d'une nouvelle héroïne de classe Tank, la Reine des Junkers, et l'accès à une nouvelle carte hybride, Paraíso.